# بله جناب، می‌تونم بوگی برقصم
«بله جناب، می‌تونم بوگی برقصم» (به انگلیسی: Yes Sir, I Can Boogie) ترانه‌ای از گروه اسپانیایی باکارا است. این قطعه را فرانک دوستال و رالف سوجا نوشته‌اند. «بله جناب، می‌تونم بوگی برقصم» آهنگ امضای باکارا به‌شمار می‌آید.
«بله جناب، می‌تونم بوگی برقصم» اولین تک‌آهنگ باکارا بود که در سال ۱۹۷۷ منتشر شد. این اثر بیش از ۱۸ میلیون نسخه در سطح جهان فروش داشته و یکی از پرفروش‌ترین تک‌آهنگ‌های همهٔ زمان‌ها است. این تک‌آهنگ در ماه‌های پایانی سال ۱۹۷۷، هفده هفته جزو پرفروش‌ترین‌های بریتانیا بود و در اکتبر آن سال به صدر جدول تک‌آهنگ‌های بریتانیا رسید. باکارا اولین گروه دونفرهٔ اسپانیایی هستند که یک «ترانهٔ شماره ۱» در بریتانیا داشته‌اند.